# گگو
گگو (به انگلیسی: Gaggo) یک شهر در پاکستان است که در ناحیه وهاری واقع شده‌است.